# Haus Ebeling

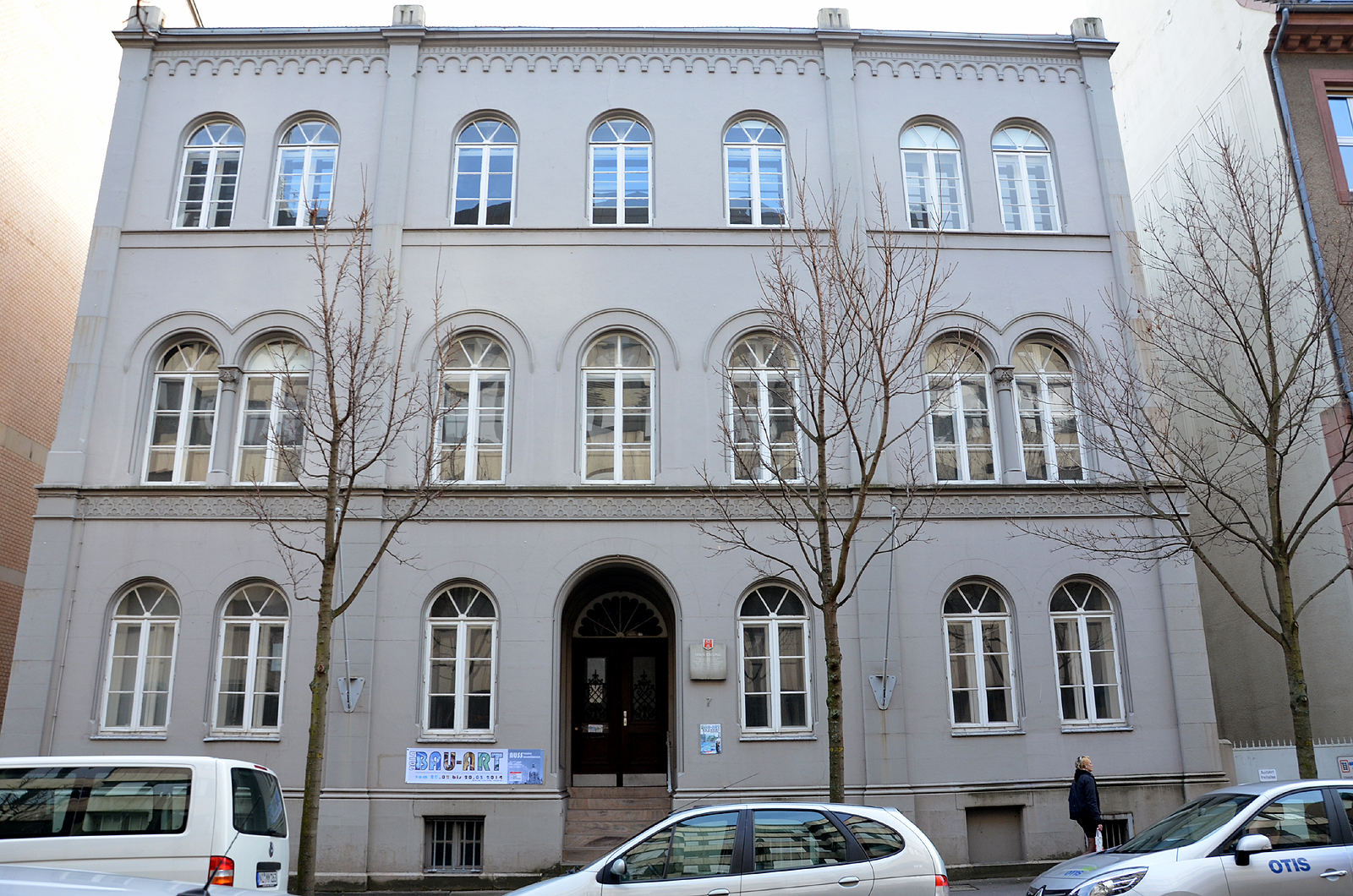
Das 1850 im Rundbogenstil errichtete Haus Ebeling in der Landschaftstraße 7 in Hannover-Mitte

Das Haus Ebeling in Hannover ist eine denkmalgeschützte Villa in der Landschaftstraße 7 im hannoverschen Stadtteil Mitte. Es wurde 1850 als eigenes Wohnhaus des Kriegsbaumeisters und ersten Architekturdozenten der Höheren Gewerbeschule Ernst Ebeling errichtet. Das Haus Ebeling ist heute – nahe dem ebenfalls von Ebeling 1848 in der (heutigen) Prinzenstraße 21 errichteten ehemals Haus Albrecht genannten Gebäude – die letzte erhaltene der ursprünglichen Erst- und Villenbebauung in der Landschaftstraße.

## Geschichte und Baubeschreibung

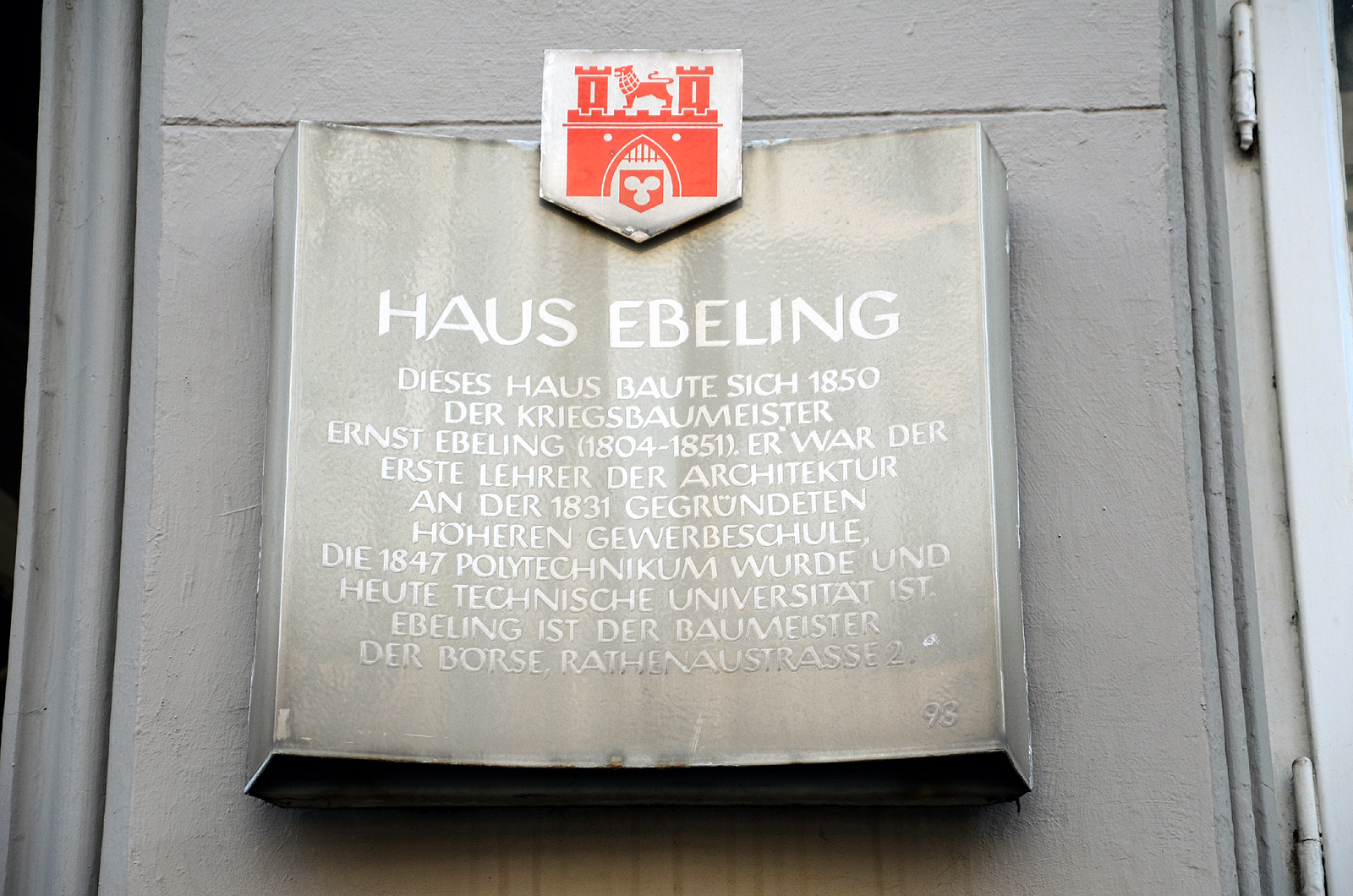
Stadttafel Nummer 98 in Hannover mit einer Kurzvita des Architekten Ernst Ebeling

Ernst Ebeling hatte sich zur Zeit des Königreichs Hannover bereits 1836 bis 1838 ein erstes eigenes (nicht erhaltenes) Wohnhaus auf einem Gartengrundstück am ehemaligen „Stadtgraben“ (über den heute zu Teilen die Georgstraße verläuft) errichtet. Der Standort des ersten Wohnhauses Ebelings bestimmte in der von dem Stadtbaumeister Georg Ludwig Friedrich Laves konzipierten Ernst-August-Stadt schließlich den Verlauf der 1843 dann als Villenstraße angelegten Landschaftstraße.
Hier errichtete sich Ebeling 1850 dann sein neues Wohnhaus im „Hannoverschen Rundbogenstil“. Den dreigeschossigen Putzbau, der sich rückwärtig weit in das Grundstück hinein erstreckt untergliederte er an der Hauptfassade einerseits durch 2/3/2 (Fenster-)Achsen und betonte die Vertikale durch Halbsäulen und Stabarchivolten. Das Mittelgeschoss, die Bel Etage, hob Ebeling durch den horizontal verlaufenden Brüstungsfries hervor. Eine Erweiterung in das hintere Grundstück wurde später vorgenommen.
Nach dem Tode Ernst Ebelings 1851 bewohnte „wahrscheinlich“ der Architekt Hermann Hunaeus 1858 bis 1860 das Gebäude, das später von dem ehemaligen „Ober-Steuerkollegium“, um 1980 vom „Amt für Agrarstruktur“ und Ende des 20. Jahrhunderts zuletzt vom „Amt für Landentwicklung“ genutzt wurde.

## Bau-Art 2014
Am 20. Februar 2014 wurde im Haus Ebeling die Kunstausstellung Bau-Art 2014 eröffnet. Conrad von Meding von der Hannoverschen Allgemeinen Zeitung hielt zur Vernissage eine Ansprache. Neben den Ausstellern Hannoversche Stadtbaukultur e.V., dem Künstler Robert Hettich, MACINA digital film und dem Kunstverein ART-Projekt e.V hatte Wilfried v. Wechmar Modelle aufgebaut etwa von der Leineinsel Klein-Venedig.

## Heutige Nutzung
Zurzeit (Anfang 2017) wird das Haus komplett renoviert, wozu auch der Ausbau des vorderen Kellerbereiches gehört. Dort sitzt die Boden und Wert KG. Die Abrechnungsstelle Niedersachsen für Heil- und Hilfsmittel (Arni) hat ihren Sitz im Obergeschoss des Hauses.
Im Oktober 2015 ist mit h1 – Fernsehen aus Hannover ein weiterer Mieter in die Landschaftstraße 7 gezogen. Im Erdgeschoss hat die Stadt Hannover Teile des Kulturbüros untergebracht.